# Ardisia lepidotula
Ardisia lepidotula är en viveväxtart som beskrevs av Elmer Drew Merrill. Ardisia lepidotula ingår i släktet Ardisia och familjen viveväxter. Inga underarter finns listade i Catalogue of Life.